# 児玉卓也
児玉 卓也（こだま たくや、1990年6月23日 - ）は、日本の男性声優。大分県出身。リマックス所属。

## 経歴
2011年、アミューズメントメディア総合学院を卒業後、尾木プロ THE NEXTに所属。
2023年4月1日、リマックスに移籍した。

## 人物
趣味はカラオケで、特技は百人一首と手相占い。アミューズメントメディア総合学院の後輩に長島光那と朝日奈丸佳がいる。長島は後輩にあたるが、年上の後輩なので児玉くんと呼ばせている。
一人っ子。

## 出演
太字はメインキャラクター

### テレビアニメ
2010年代
- 獣旋バトル モンスーノ（2012年、フォックス）
- 恋愛ラボ（2013年、高校生）
- アイドルマスター SideM（2017年、卯月巻緒）
- BORUTO-ボルト- -NARUTO NEXT GENERATIONS-（2018年、松葉）
- アイドルマスター SideM 理由あってMini!（2018年、卯月巻緒）
- スター☆トゥインクルプリキュア（2019年、男子生徒）

2020年代
- number24（2020年、斉藤風雅）
- 無職転生 〜異世界行ったら本気だす〜（2021年、ソマル） - 2シリーズ
- 好きな子がめがねを忘れた（2023年、男子生徒B、男子生徒）

### OVA
- この男子、宇宙人と戦えます。（2011年、高校生）
- ムシブギョー（2014年、武士の子供）

### Webアニメ
- ヘタリア The Beautiful World（2013年、ルーマニア）
- ポケモンジェネレーションズ（2016年）
- ファイトリーグ ギア・ガジェット・ジェネレーターズ（2019年、電脳戦士 アーカイブ[12]）

### ゲーム
2010年代
- アイドルマスター SideM（2016年 - 2023年、卯月巻緒）
- アイドルマスター SideM LIVE ON ST@GE!（2017年 - 2020年、卯月巻緒）
- ファイトリーグ（2017年、電脳戦士 アーカイブ、電脳王 アーカイバー、怠け者のバベルちゃん、交通戦闘員 パイロン、くるみ割るおもちゃ兵、大噛みおもちゃ兵）
- ダンキラ!!! -Boys, be DANCING!- （2019年、日向まひる）
- CARAVAN STORIES（2019年、デオギギ）

2020年代
- アイドルマスター SideM GROWING STARS（2021年 - 2023年、卯月巻緒）
- アイドルマスター ポップリンクス（2021年、卯月巻緒）

- 神之塔：NEW WORLD（2023年、ホアキン[17]）
- 逆転オセロニア（2024年、レジス）
- 神之塔：NEW WORLD（2024年、ホワイト[18]）

### ドラマCD
- THE IDOLM@STER SideM ST@RTING LINE -09・10（2016年、卯月巻緒）
- THE IDOLM@STER SideM NEW STAGE EPISODE -03・04（2020年、卯月巻緒）

### オーディオドラマ
- アイドルマスター SideM「315 PASSION CONTENTS」『CONNECT WITH MUSIC! わだかまり、空回り、思いやり』（2023年、卯月巻緒）

### 吹き替え
- 凹凸世界（2019年、シドウゲン[19]）

### ラジオ
※はインターネット配信。
- アイドルマスター SideM ラジオ 315プロNight!（2018年、ニコニコ生放送※[20]）
- こだ×むろのべしゃりLOVERS（2020年 - 、ラジ友※・ニコニコ生放送※・YouTube※）

### 朗読劇
- THE IDOLM@STER SideM PASSIONABLE READING SHOW -超常事変〜対立スル正義〜-（2023年3月11日、武蔵野の森総合スポーツプラザ メインアリーナ） - 卯月巻緒 役[21]
- THE IDOLM@STER SideM PASSIONABLE READING SHOW ～天地四心伝～（2024年2月11日、幕張イベントホール） - 卯月巻緒 役[22]

### 舞台
- 爆走おとな小学生「初等教育ロイヤル-再演-」（2018年4月4日 - 8日、シアターサンモール） - 山口くん 役[23]

### テレビ番組
※はインターネット配信。
- とうとみBL夜会～はじめての夜～（2021年6月12日、フジテレビTWO）[24]
- オールナイト声優フジ第3夜（2021年9月18日、フジテレビTWO）[25]
- ミュージックブレイク～声優のひと息～（2021年10月15日、テレビ東京）[26]
- 聖†コダマリア†幼稚園（2022年 - 2024年、ニコニコ生放送※）[27]
- 児玉卓也のスナックマリア（2024年 - 、ニコニコチャンネルプラス※）

## ディスコグラフィ

### キャラクターソング
| 発売日         | 商品名                                                                           | 歌 | 楽曲                                                                      | 備考                                                                                               |
| -------------- | -------------------------------------------------------------------------------- | --- | ------------------------------------------------------------------------- | -------------------------------------------------------------------------------------------------- |
| 2016年4月20日  | THE IDOLM@STER SideM ST@RTING LINE -10 Café Parade                               | Café Parade | 「Café Parade!」 「À La Carte FREEDOM♪」 「DRIVE A LIVE」                 | ゲーム『アイドルマスター SideM』関連曲                                                             |
| 2017年2月1日   | Beyond The Dream                                                                 | 315プロダクション所属アイドル | 「Beyond The Dream」                                                      | ゲーム『アイドルマスター SideM』関連曲                                                             |
| 2017年2月1日   | Beyond The Dream                                                                 | 315プロダクション所属アイドル（メンタル） | 「Beyond The Dream」                                                      | ゲーム『アイドルマスター SideM』関連曲                                                             |
| 2017年12月6日  | THE IDOLM@STER SideM ORIGIN@L PIECES 09                                          | 卯月巻緒（児玉卓也） | 「ワンホール＝ワンダーランド！」                                          | ゲーム『アイドルマスター SideM』関連曲                                                             |
| 2018年1月17日  | THE IDOLM@STER SideM 3rd ANNIVERSARY DISC 01 Café Parade & Altessimo & Legenders | Café Parade | 「Reversed Masquerade」                                                   | ゲーム『アイドルマスター SideM』関連曲                                                             |
| 2018年1月17日  | THE IDOLM@STER SideM 3rd ANNIVERSARY DISC 01 Café Parade & Altessimo & Legenders | Café Parade & Altessimo & Legenders | 「Eternal Fantasia」                                                      | ゲーム『アイドルマスター SideM』関連曲                                                             |
| 2018年2月2日   | THE IDOLM@STER SideM 3rd ANNIVERSARY SOLO COLLECTION 01                          | 卯月巻緒（児玉卓也） | 「Reversed Masquerade」                                                   | ゲーム『アイドルマスター SideM』関連曲                                                             |
| 2018年12月5日  | THE IDOLM@STER SideM WakeMini! MUSIC COLLECTION 02                               | 315 STARS（メンタル Ver.） | 「Friendly Smile」                                                        | テレビアニメ『アイドルマスター SideM 理由あってMini!』エンディングテーマ                           |
| 2019年3月15日  | THE IDOLM@STER SideM WakeMini! SOLO COLLECTION 02 MENTAL Ver.                    | 卯月巻緒（児玉卓也） | 「Friendly Smile」                                                        | テレビアニメ『アイドルマスター SideM 理由あってMini!』関連曲                                       |
| 2019年5月10日  | THE IDOLM@STER SideM 4th ANNIVERSARY DISC「LIVE in your SMILE / DREAM JOURNEY」  | DRAMATIC STARS、Jupiter、Beit、High×Joker、Café Parade、もふもふえん、F-LAGS | 「DREAM JOURNEY」                                                         | ゲーム『アイドルマスター SideM』関連曲                                                             |
| 2019年6月5日   | THE IDOLM@STER SideM WORLD TRE@SURE 08                                           | 神楽麗（永野由祐）、秋山隼人（千葉翔也）、卯月巻緒（児玉卓也）、岡村直央（矢野奨吾） | 「Sugaring Off Party!」 「MEET THE WORLD!（CANADA Ver.）」                | ゲーム『アイドルマスター SideM LIVE ON ST@GE!』関連曲                                              |
| 2019年12月18日 | THE IDOLM@STER SideM 5th ANNIVERSARY DISC 01 PRIDE STAR                          | 315 ALLSTARS | 「PRIDE STAR」 「DRIVE A LIVE」 「Reason!!」 「GLORIOUS RO@D」            | ゲーム『アイドルマスター SideM』関連曲                                                             |
| 2020年2月19日  | THE IDOLM@STER SideM 5th ANNIVERSARY DISC 03 W&Café Parade&もふもふえん          | Café Parade | 「Present For You!!!!! 〜A day in the café〜」                            | ゲーム『アイドルマスター SideM』関連曲                                                             |
| 2020年2月19日  | THE IDOLM@STER SideM 5th ANNIVERSARY DISC 03 W&Café Parade&もふもふえん          | W、Café Parade、もふもふえん | 「ミュージアムジカ」                                                      | ゲーム『アイドルマスター SideM』関連曲                                                             |
| 2020年3月6日   | THE IDOLM@STER SideM 5th ANNIVERSARY UNIT COLLECTION -PRIDE STAR-                | Café Parade | 「PRIDE STAR」                                                            | ゲーム『アイドルマスター SideM』関連曲                                                             |
| 2020年8月26日  | THE IDOLM@STER SideM 5th ANNIVERSARY SOLO COLLECTION 02                          | 卯月巻緒（児玉卓也） | 「Present For You!!!!! 〜A day in the café〜」                            | ゲーム『アイドルマスター SideM』関連曲                                                             |
| 2020年11月4日  | THE IDOLM@STER SideM NEW STAGE EPISODE:04 Café Parade                            | Café Parade | 「Delicious Delivery」 「NEXT STAGE!」                                    | ゲーム『アイドルマスター SideM』関連曲                                                             |
| 2021年2月7日   | THE IDOLM@STER SideM UNIT COLLECTION -MEET THE WORLD!-                           | 315 ALLSTARS | 「MEET THE WORLD!」                                                       | ゲーム『アイドルマスター SideM』関連曲                                                             |
| 2021年2月7日   | THE IDOLM@STER SideM UNIT COLLECTION -MEET THE WORLD!-                           | Café Parade | 「MEET THE WORLD!」                                                       | ゲーム『アイドルマスター SideM』関連曲                                                             |
| 2021年9月29日  | THE IDOLM@STER SideM GROWING SIGN@L 01 Growing Smiles!                           | 315 ALLSTARS | 「Growing Smiles!」 「DRIVE A LIVE」 「Beyond The Dream」 「NEXT STAGE!」 | ゲーム『アイドルマスター SideM GROWING STARS』関連曲                                               |
| 2021年10月27日 | 緑陰のGymnasium                                                                  | 山下次郎（中島ヨシキ）、ピエール（堀江瞬）、冬美旬（永塚拓馬）、黒野玄武（深町寿成）、卯月巻緒（児玉卓也）、北村想楽（汐谷文康） | 「Stories」                                                               | ゲーム『アイドルマスター SideM』関連曲                                                             |
| 2022年1月8日   | THE IDOLM@STER SideM UNIT COLLECTION -Growing Smiles!-                           | Café Parade | 「Growing Smiles!」                                                       | ゲーム『アイドルマスター SideM GROWING STARS』関連曲                                               |
| 2022年2月9日   | THE IDOLM@STER SideM GROWING SIGN@L 04 Café Parade                               | Café Parade | 「Pavé Étoiles」 「Teatime Cliché」                                       | ゲーム『アイドルマスター SideM GROWING STARS』関連曲                                               |
| 2022年3月12日  | THE IDOLM@STER SideM PASSION@TE FORMATION -MENTAL-                               | 315 STARS（メンタルVer.） | 「リトルハピネス」                                                        | ゲーム『アイドルマスター SideM GROWING STARS』関連曲                                               |
| 2022年3月12日  | THE IDOLM@STER SideM PASSION@TE FORMATION -MENTAL-                               | 卯月巻緒（児玉卓也） | 「リトルハピネス」                                                        | ゲーム『アイドルマスター SideM GROWING STARS』関連曲                                               |
| 2022年10月1日  | THE IDOLM@STER SideM GROWING SIGN@L SOLO COLLECTION 01                           | 卯月巻緒（児玉卓也） | 「Pavé Étoiles」                                                          | ゲーム『アイドルマスター SideM GROWING STARS』関連曲                                               |
| 2022年12月21日 | THE IDOLM@STER SideM GROWING SIGN@L 15 Take a StuMp!                             | 315 ALLSTARS | 「Take a StuMp!」                                                         | ゲーム『アイドルマスター SideM GROWING STARS』関連曲                                               |
| 2023年1月25日  | THE IDOLM@STER SideM 49 ELEMENTS 08 Café Parade                                  | Café Parade | 「Smiling Platter!」                                                      | ゲーム『アイドルマスター SideM GROWING STARS』関連曲                                               |
| 2023年1月25日  | THE IDOLM@STER SideM 49 ELEMENTS 08 Café Parade                                  | 卯月巻緒（児玉卓也） | 「GIVE ME × FUSION」                                                      | ゲーム『アイドルマスター SideM GROWING STARS』関連曲                                               |
| 2023年2月11日  | THE IDOLM@STER SideM UNIT COLLECTION -Take a StuMp!-                             | Café Parade | 「Take a StuMp!」                                                         | ゲーム『アイドルマスター SideM GROWING STARS』関連曲                                               |
| 2023年3月11日  | 幻想のUtopia/安寧のDystopia                                                      | 天ヶ瀬冬馬（寺島拓篤）、伊集院北斗（神原大地）、都築圭（土岐隼一）、神楽麗（永野由祐）、渡辺みのり（高塚智人）、信玄誠司（増元拓也）、華村翔真（バレッタ裕）、清澄九郎（中田祐矢）、伊瀬谷四季（野上翔）、神谷幸広（狩野翔）、卯月巻緒（児玉卓也）、水嶋咲（小林大紀）、橘志狼（古畑恵介）、舞田類（榎木淳弥）、山下次郎（中島ヨシキ）、円城寺道流（濱野大輝）、兜大吾（浦尾岳大）、九十九一希（比留間俊哉）、葛之葉雨彦（笠間淳）、北村想楽（汐谷文康） | 「安寧のDystopia」                                                        | 舞台『THE IDOLM@STER SideM PASSIONABLE READING SHOW -超常事変〜対立スル正義〜-』エンディングテーマ |
| 2023年10月28日 | THE IDOLM@STER SideM 8th STAGE THEME SONG「Hands & Claps!」                      | 315 ALLSTARS | 「Hands & Claps!」                                                        | ライブイベント『THE IDOLM@STER SideM 8th STAGE 〜ALL H@NDS TOGETHER〜』テーマソング                |
| 2023年10月28日 | THE IDOLM@STER SideM 8th STAGE THEME SONG「Hands & Claps!」                      | 315 STARS（メンタルVer.） | 「Hands & Claps!」                                                        | ライブイベント『THE IDOLM@STER SideM 8th STAGE 〜ALL H@NDS TOGETHER〜』テーマソング                |
| 2024年1月31日  | THE IDOLM@STER SideM CIRCLE OF DELIGHT 03 Café Parade                            | Café Parade | 「Heartmade Cookies」 「Dear you, Cheers!!」                              | 『アイドルマスター SideM』関連曲                                                                   |
| 2024年7月13日  | THE IDOLM@STER SideM CIRCLE OF DELIGHT SOLO COLLECTION 01                        | 卯月巻緒（児玉卓也） | 「Heartmade Cookies」                                                     | 『アイドルマスター SideM』関連曲                                                                   |
| 2024年7月13日  | THE IDOLM@STER SideM 9th STAGE THEME SONG「Gather Round!」                       | 315 ALLSTARS | 「Gather Round!」                                                         | ライブイベント『THE IDOLM@STER SideM 9th STAGE ～MIR＠-CIRCLE CRESCENDO～』テーマソング            |
| 2024年7月13日  | THE IDOLM@STER SideM 9th STAGE THEME SONG「Gather Round!」                       | 315 STARS（メンタルVer.） | 「Gather Round!」                                                         | ライブイベント『THE IDOLM@STER SideM 9th STAGE ～MIR＠-CIRCLE CRESCENDO～』テーマソング            |

### その他参加作品
| 発売日        | 商品名                   | 歌        | 楽曲                             | 備考                                      |
| ------------- | ------------------------ | --------- | -------------------------------- | ----------------------------------------- |
| 2021年1月27日 | Break loose/お心中りの方 | こだ×むろ | 「Break loose」 「お心中りの方」 | ラジオ『こだ×むろのべしゃりLOVERS』主題歌 |

### シリーズ一覧
1. ↑  第1期第1クール（2021年）、第1期第2クール（2021年）

### ユニットメンバー
1. 1 2 3 4 5 6 7 8 9 10 11 12 13  神谷幸広（狩野翔）、東雲荘一郎（天﨑滉平）、アスラン＝ベルゼビュートII世（古川慎）、卯月巻緒（児玉卓也）、水嶋咲（小林大紀）
2. 1 2  天ヶ瀬冬馬（寺島拓篤）、御手洗翔太（松岡禎丞）、伊集院北斗（神原大地）、天道輝（仲村宗悟）、桜庭薫（内田雄馬）、柏木翼（八代拓）、都築圭（土岐隼一）、神楽麗（永野由祐）、鷹城恭二（梅原裕一郎）、ピエール（堀江瞬）、渡辺みのり（高塚智人）、伊瀬谷四季（野上翔）、秋山隼人（千葉翔也）、若里春名（白井悠介）、冬美旬（永塚拓馬）、榊夏来（渡辺紘）、蒼井享介（山谷祥生）、蒼井悠介（菊池勇成）、硲道夫（伊東健人）、舞田類（榎木淳弥）、山下次郎（中島ヨシキ）、清澄九郎（中田祐矢）、猫柳キリオ（山下大輝）、華村翔真（バレッタ裕）、握野英雄（熊谷健太郎）、木村龍（濱健人）、信玄誠司（増元拓也）、紅井朱雀（益山武明）、黒野玄武（深町寿成）、神谷幸広（狩野翔）、東雲荘一郎（天﨑滉平）、アスラン＝ベルゼビュートII世（古川慎）、卯月巻緒（児玉卓也）、水嶋咲（小林大紀）、大河タケル（寺島惇太）、円城寺道流（濱野大輝）、牙崎漣（小松昌平）、岡村直央（矢野奨吾）、橘志狼（古畑恵介）、姫野かのん（村瀬歩）、秋月涼（三瓶由布子）、兜大吾（浦尾岳大）、九十九一希（徳武竜也）、葛之葉雨彦（笠間淳）、北村想楽（汐谷文康）、古論クリス（駒田航）
3. 1 2  御手洗翔太（松岡禎丞）、柏木翼（八代拓）、都築圭（土岐隼一）、ピエール（堀江瞬）、蒼井悠介（菊池勇成）、信玄誠司（増元拓也）、華村翔真（バレッタ裕）、清澄九郎（中田祐矢）、若里春名（白井悠介）、神谷幸広（狩野翔）、卯月巻緒（児玉卓也）、姫野かのん（村瀬歩）、舞田類（榎木淳弥）、秋月涼（三瓶由布子）、北村想楽（汐谷文康）
4. ↑  都築圭（土岐隼一）、神楽麗（永野由祐）
5. ↑  葛之葉雨彦（笠間淳）、北村想楽（汐谷文康）、古論クリス（駒田航）
6. ↑  天道輝（仲村宗悟）、桜庭薫（内田雄馬）、柏木翼（八代拓）
7. ↑  天ヶ瀬冬馬（寺島拓篤）、御手洗翔太（松岡禎丞）、伊集院北斗（神原大地）
8. ↑  鷹城恭二（梅原裕一郎）、ピエール（堀江瞬）、渡辺みのり（高塚智人）
9. ↑  伊瀬谷四季（野上翔）、秋山隼人（千葉翔也）、若里春名（白井悠介）、冬美旬（永塚拓馬）、榊夏来（渡辺紘）
10. 1 2  岡村直央（矢野奨吾）、橘志狼（古畑恵介）、姫野かのん（村瀬歩）
11. ↑  秋月涼（三瓶由布子）、兜大吾（浦尾岳大）、九十九一希（徳武竜也）
12. ↑  蒼井享介（山谷祥生）、蒼井悠介（菊池勇成）
13. ↑  天ヶ瀬冬馬（寺島拓篤）、御手洗翔太（松岡禎丞）、伊集院北斗（神原大地）、天道輝（仲村宗悟）、桜庭薫（内田雄馬）、柏木翼（八代拓）、都築圭（土岐隼一）、神楽麗（永野由祐）、鷹城恭二（梅原裕一郎）、ピエール（堀江瞬）、渡辺みのり（高塚智人）、伊瀬谷四季（野上翔）、秋山隼人（千葉翔也）、若里春名（白井悠介）、冬美旬（永塚拓馬）、榊夏来（渡辺紘）、蒼井享介（山谷祥生）、蒼井悠介（菊池勇成）、硲道夫（伊東健人）、舞田類（榎木淳弥）、山下次郎（中島ヨシキ）、清澄九郎（中田祐矢）、猫柳キリオ（山下大輝）、華村翔真（バレッタ裕）、握野英雄（熊谷健太郎）、木村龍（濱健人）、信玄誠司（増元拓也）、紅井朱雀（益山武明）、黒野玄武（深町寿成）、神谷幸広（狩野翔）、東雲荘一郎（天﨑滉平）、アスラン＝ベルゼビュートII世（古川慎）、卯月巻緒（児玉卓也）、水嶋咲（小林大紀）、大河タケル（寺島惇太）、円城寺道流（濱野大輝）、牙崎漣（小松昌平）、岡村直央（矢野奨吾）、橘志狼（古畑恵介）、姫野かのん（村瀬歩）、秋月涼（三瓶由布子）、兜大吾（浦尾岳大）、九十九一希（比留間俊哉）、葛之葉雨彦（笠間淳）、北村想楽（汐谷文康）、古論クリス（駒田航）
14. 1 2 3 4  天ヶ瀬冬馬（寺島拓篤）、御手洗翔太（松岡禎丞）、伊集院北斗（神原大地）、天道輝（仲村宗悟）、桜庭薫（内田雄馬）、柏木翼（八代拓）、都築圭（土岐隼一）、神楽麗（永野由祐）、鷹城恭二（梅原裕一郎）、ピエール（堀江瞬）、渡辺みのり（高塚智人）、伊瀬谷四季（野上翔）、秋山隼人（千葉翔也）、若里春名（白井悠介）、冬美旬（永塚拓馬）、榊夏来（渡辺紘）、蒼井享介（山谷祥生）、蒼井悠介（菊池勇成）、硲道夫（伊東健人）、舞田類（榎木淳弥）、山下次郎（中島ヨシキ）、清澄九郎（中田祐矢）、猫柳キリオ（山下大輝）、華村翔真（バレッタ裕）、握野英雄（熊谷健太郎）、木村龍（濱健人）、信玄誠司（増元拓也）、紅井朱雀（益山武明）、黒野玄武（深町寿成）、神谷幸広（狩野翔）、東雲荘一郎（天﨑滉平）、アスラン＝ベルゼビュートII世（古川慎）、卯月巻緒（児玉卓也）、水嶋咲（小林大紀）、大河タケル（寺島惇太）、円城寺道流（濱野大輝）、牙崎漣（小松昌平）、岡村直央（矢野奨吾）、橘志狼（古畑恵介）、姫野かのん（村瀬歩）、秋月涼（三瓶由布子）、兜大吾（浦尾岳大）、九十九一希（比留間俊哉）、葛之葉雨彦（笠間淳）、北村想楽（汐谷文康）、古論クリス（駒田航）、天峰秀（伊瀬結陸）、花園百々人（宮﨑雅也）、眉見鋭心（大塚剛央）
15. 1 2 3  御手洗翔太（松岡禎丞）、柏木翼（八代拓）、都築圭（土岐隼一）、ピエール（堀江瞬）、蒼井悠介（菊池勇成）、信玄誠司（増元拓也）、華村翔真（バレッタ裕）、清澄九郎（中田祐矢）、若里春名（白井悠介）、神谷幸広（狩野翔）、卯月巻緒（児玉卓也）、姫野かのん（村瀬歩）、舞田類（榎木淳弥）、秋月涼（三瓶由布子）、北村想楽（汐谷文康）、花園百々人（宮﨑雅也）
16. ↑  児玉卓也、室元気